# マッドクール (競走馬)
マッドクール（欧字名:Mad Cool 香:消暑樂祭、2019年3月29日 - ）は、日本の競走馬。2024年の高松宮記念の勝ち馬である。
馬名の意味は、マドリードで毎年夏に開催される音楽フェスティバル。

## 戦績

### デビュー前
2019年、アイルランドにて生産される。当歳時のセールにて、ノーザンファームのゼネラルマネージャー・中島文彦によって購買された。2歳の春には右前脚の剥離骨折が発覚し、3歳の1月までデビューが遅れることとなった。また脚元に問題があり、レース間隔を開ける必要があった。

### 2022年（3歳）
2022年1月23日、中京競馬場第6レースの3歳新馬戦（芝1600m）で池添謙一を鞍上にデビュー。道中最内を進むが折り合いを欠く場面もあり、直線で伸びきれず3着。続く3月13日の3歳未勝利戦は初のダート戦となった。スタートから先頭を進みレースを引っ張るが、直線で苦しくなり3着となった。5月28日の未勝利戦では芝に戻し、距離を短縮した。好スタートを切り先頭に立つと、直線で更に突き抜け後続に5馬身差の圧勝劇で初勝利を飾った。7月23日の1勝クラス・大牟田特別では、道中でヨシノイースターに先頭を譲ったが、直線で難なく交わし2連勝。9月25日の2勝クラス・知多特別では単勝オッズ1.5倍の断トツの人気に推されレースを迎えた。道中は2番手に付けて追走。直線で後続に迫られたが並ばせず3連勝。12月11日の3勝クラス・知立ステークスは、鞍上を藤岡康太を背に出走。スタート直前にゲート内で体勢を乱す場面があったが、前目に付けてレースを進める。直線で馬群から抜き出て先頭に立ち、後続からエイシンスポッターの末脚に怯むことなく4連勝。オープン入りを決めた。

### 2023年（4歳）
4歳緒戦は初の重賞挑戦となるシルクロードステークス（GIII）に出走。1番人気の高評価を得ていた。道中は先頭で進めレースを引っ張る。直線でも維持していたが、残り100m付近で後続のナムラクレアとファストフォースに交わされ3着となり、連勝が止まった。少し間を空け、4月16日の春雷ステークス（L）にダミアン・レーンを鞍上に置いた。道中2番手で進め、左脚の落鉄というアクシデントもあったが、直線でキミワクイーンとの叩き合いを制し勝利。2度目の重賞挑戦の舞台にCBC賞（GIII）を選択し、鞍上は坂井瑠星に戻した。前目で追走し、先頭のジャスパークローネについて行くが、直線で反応なくズルズルと下がっていき9着入線となった。
次走には初のGI挑戦となるスプリンターズステークス（GI・芝1200m）を選択。単勝オッズは6番人気14.0倍で迎えた。道中は逃げ馬3頭を見る形で前目に付け追走。最内を回り、直線では先に先頭に立っていたママコチャとの激しい叩き合いとなったが、ハナ差で敗れてしまい2着。その後は初の海外でのレースを選択。香港・シャティン競馬場で行われた香港スプリント（G1）に出走。鞍上はクリスチャン・デムーロを起用。道中はスタートが少し遅れ中団で追走する形になり、直線で後退していき8着となった。

### 2024年（5歳）
5歳シーズンは高松宮記念（GI・芝1200m）から始動した。香港から参戦しているビクターザウィナーが先頭に立つ中、道中はコースの内側から前目を追走し、直線で突き抜けていき先頭に立つと後方からナムラクレアが迫ってきたが、アタマ差の大接戦を制しGI初制覇となった。アイルランド産馬のJRA・GI勝利は2013年中山グランドジャンプのブラックステアマウンテン（平地では2011年エリザベス女王杯のスノーフェアリー、日本調教馬に限れば2002年エリザベス女王杯のファインモーション）以来のことだった。馬主のサンデーレーシングは史上初となる障害を含むJRA・GI全26レース完全制覇を達成した。

## 競走成績
以下の内容は、JBISサーチ、netkeiba.comおよび香港ジョッキークラブの情報に基づく。
| 競走日     | 競馬場 | 競走名          | 格   | 距離（馬場）  | 頭 数 | 枠 番 | 馬 番 | オッズ （人気） | 着順 | タイム （上がり3F） | 着差  | 騎手        | 斤量 [kg] | 1着馬（2着馬）         | 馬体重 [kg] |
| ---------- | ------ | --------------- | ---- | ------------- | ----- | ----- | ----- | --------------- | ---- | ------------------- | ----- | ----------- | --------- | ---------------------- | ----------- |
| 2022.01.23 | 中京   | 3歳新馬         |      | 芝1600m（良） | 16    | 1     | 1     | 003.00（1人）   | 03着 | R1:37.5（34.9）     | -0.1  | 0池添謙一   | 56        | キタサンシュガー       | 520         |
| 0000.03.13 | 阪神   | 3歳未勝利       |      | ダ1400m（良） | 16    | 3     | 5     | 003.40（2人）   | 03着 | R1:25.9（38.4）     | -0.5  | 0坂井瑠星   | 56        | ヴァンダービルト       | 528         |
| 0000.05.28 | 中京   | 3歳未勝利       |      | 芝1400m（良） | 18    | 7     | 14    | 003.40（2人）   | 01着 | R1:20.4（34.4）     | -0.9  | 0坂井瑠星   | 56        | （ドロップオブライト） | 526         |
| 0000.07.23 | 小倉   | 大牟田特別      | 1勝  | 芝1200m（良） | 17    | 2     | 3     | 002.10（1人）   | 01着 | R1:06.9（33.7）     | -0.2  | 0坂井瑠星   | 54        | （ヨシノイースター）   | 528         |
| 0000.09.25 | 中京   | 知多特別        | 2勝  | 芝1200m（良） | 17    | 5     | 10    | 001.50（1人）   | 01着 | R1:07.7（33.9）     | -0.1  | 0坂井瑠星   | 55        | （ワンダーカタリナ）   | 528         |
| 0000.12.11 | 中京   | 知立S           | 3勝  | 芝1200m（良） | 16    | 3     | 6     | 001.90（1人）   | 01着 | R1:07.2（33.3）     | -0.2  | 0藤岡康太   | 56        | （エイシンスポッター） | 530         |
| 2023.01.29 | 中京   | シルクロードS   | GIII | 芝1200m（良） | 15    | 5     | 8     | 002.50（1人）   | 03着 | R1:07.4（33.6）     | -0.1  | 0藤岡康太   | 56        | ナムラクレア           | 536         |
| 0000.04.16 | 中山   | 春雷S           | L    | 芝1200m（重） | 16    | 5     | 10    | 001.50（1人）   | 01着 | R1:08.8（35.0）     | -0.0  | 0D.レーン   | 57.5      | （キミワクイーン）     | 528         |
| 0000.07.02 | 中京   | CBC賞           | GIII | 芝1200m（良） | 12    | 6     | 8     | 001.80（1人）   | 09着 | R1:08.2（34.1）     | -1.0  | 0坂井瑠星   | 58.5      | ジャスパークローネ     | 534         |
| 0000.10.01 | 中山   | スプリンターズS | GI   | 芝1200m（良） | 16    | 5     | 10    | 014.00（6人）   | 02着 | R1:08.0（34.4）     | -0.0  | 0坂井瑠星   | 58        | ママコチャ             | 532         |
| 0000.12.10 | 沙田   | 香港スプリント  | G1   | 芝1200m（Gd） | 10    | 7     | 3     | 015.00（4人）   | 08着 | R1:09.97            | -0.72 | 0C.デムーロ | 57        | Lucky Sweynesse        | 522         |
| 2024.03.24 | 中京   | 高松宮記念      | GI   | 芝1200m（重） | 18    | 1     | 2     | 009.60（6人）   | 01着 | R1:08.9（33.7）     | -0.0  | 0坂井瑠星   | 58        | （ナムラクレア）       | 540         |
| 0000.04.28 | 沙田   | チェアマンズSP  | G1   | 芝1200m（Yd） | 11    | 11    | 2     | 018.00（7人）   | 11着 | R1:11.64            | -2.31 | 0坂井瑠星   | 57        | Invincible Sage        | 534         |
| 0000.09.29 | 中山   | スプリンターズS | GI   | 芝1200m（良） | 16    | 4     | 7     | 006.40（3人）   | 12着 | R1:07.7（34.3）     | -0.7  | 0坂井瑠星   | 58        | ルガル                 | 540         |
| 0000.12.21 | 京都   | 阪神C           | GII  | 芝1400m（良） | 18    | 6     | 11    | 011.50（6人）   | 02着 | R1:20.2（34.2）     | -0.1  | 0坂井瑠星   | 58        | ナムラクレア           | 542         |
| 2025.03.30 | 中京   | 高松宮記念      | GI   | 芝1200m（良） | 18    | 1     | 1     | 007.10（4人）   | 06着 | R1:08.7（34.4）     | -0.8  | 0坂井瑠星   | 58        | サトノレーヴ           | 540         |
| 0000.06.08 | 東京   | 安田記念        | GI   | 芝1600m（良） | 18    | 2     | 3     | 035.4（10人）   | 10着 | R1:33.3（34.9）     | -0.6  | 0坂井瑠星   | 58        | ジャンタルマンタル     | 544         |

- 海外の競走の「枠番」欄にはゲート番を記載
- 海外のオッズ・人気は現地主催者発表のもの（日本式のオッズ表記とした）
- 競走成績は2025年6月8日現在

## 血統表
| マッドクールの血統         | マッドクールの血統                 | マッドクールの血統                 | （血統表の出典）                   | （血統表の出典） |
| 父系                       | ノーザンダンサー系                 | ノーザンダンサー系                 | ノーザンダンサー系                 | [ § 2 ]          |
| 父 Dark Angel 2005 芦毛    | 父の父Acclamation 1999 鹿毛        | Royal Applause                     | *ワージブ                          | *ワージブ        |
| 父 Dark Angel 2005 芦毛    | 父の父Acclamation 1999 鹿毛        | Royal Applause                     | Flying Melody                      |                  |
| 父 Dark Angel 2005 芦毛    | 父の父Acclamation 1999 鹿毛        | Princess Athena                    | Ahonoora                           | Ahonoora         |
| 父 Dark Angel 2005 芦毛    | 父の父Acclamation 1999 鹿毛        | Princess Athena                    | Shopping Wise                      |                  |
| 父 Dark Angel 2005 芦毛    | 父の母Midnight Angel 1994 芦毛     | Machiavellian                      | Mr. Prospector                     | Mr. Prospector   |
| 父 Dark Angel 2005 芦毛    | 父の母Midnight Angel 1994 芦毛     | Machiavellian                      | Coup de Folie                      |                  |
| 父 Dark Angel 2005 芦毛    | 父の母Midnight Angel 1994 芦毛     | Night At Sea                       | Night Shift                        | Night Shift      |
| 父 Dark Angel 2005 芦毛    | 父の母Midnight Angel 1994 芦毛     | Night At Sea                       | Into Harbour                       |                  |
| 母 Mad About You 2005 鹿毛 | 母の父Indian Ridge 1985 栗毛       | Ahonoora                           | Lorenzaccio                        | Lorenzaccio      |
| 母 Mad About You 2005 鹿毛 | 母の父Indian Ridge 1985 栗毛       | Ahonoora                           | Helen Nichols                      |                  |
| 母 Mad About You 2005 鹿毛 | 母の父Indian Ridge 1985 栗毛       | Hillbrow                           | Swing Easy                         | Swing Easy       |
| 母 Mad About You 2005 鹿毛 | 母の父Indian Ridge 1985 栗毛       | Hillbrow                           | Golden City                        |                  |
| 母 Mad About You 2005 鹿毛 | 母の母Irresistible Jewel 1999 鹿毛 | *デインヒル                        | Danzig                             | Danzig           |
| 母 Mad About You 2005 鹿毛 | 母の母Irresistible Jewel 1999 鹿毛 | *デインヒル                        | Razyana                            |                  |
| 母 Mad About You 2005 鹿毛 | 母の母Irresistible Jewel 1999 鹿毛 | In Anticipation                    | Sadler's Wells                     | Sadler's Wells   |
| 母 Mad About You 2005 鹿毛 | 母の母Irresistible Jewel 1999 鹿毛 | In Anticipation                    | Aptostar                           |                  |
| 母系(F-No.)                | (FN:1-l)                           | (FN:1-l)                           | (FN:1-l)                           | [ § 3 ]          |
| 5代内の近親交配            | Ahonoora 4×3 Northern Dancer 5×5･5 | Ahonoora 4×3 Northern Dancer 5×5･5 | Ahonoora 4×3 Northern Dancer 5×5･5 | [ § 4 ]          |
| 出典                       | 1. 2. 3. 4.                        | 1. 2. 3. 4.                        | 1. 2. 3. 4.                        | 1. 2. 3. 4.      |

- 母Mad About Youは、2009年愛G3グラッドネスステークスの勝ち馬。